# Мотовилово (Смоленская область)
Мотовилово — деревня в Тёмкинском районе Смоленской области России. Входит в состав Селёнского сельского поселения. Население — 4 жителя (2007 год).
Расположена в восточной части области в 7 км к северо-западу от Тёмкина, в 31 км юго-восточнее автодороги М1 «Беларусь», на берегу реки Туреи. В 2 км западнее деревни расположена железнодорожная станция Засецкая на линии Вязьма — Калуга.

## История
Крайняя дата упоминания в систематических списках 1904 год. В Списке населенных мест за 1904 год: дворов — 25, число жителей 139 (59 м.п. и 80 ж.п.), относилась к Воскресенской волости.
В годы Великой Отечественной войны деревня была оккупирована гитлеровскими войсками в октябре 1941 года, освобождена в марте 1943 года.